# تام ویلکی
تام ویلکی (انگلیسی: Tom Wilkie; ۱ ژانویهٔ ۱۸۷۶ – 1932) بازیکن فوتبال اهل اسکاتلند بود که در پست دفاع برای لیورپول در لیگ فوتبال بازی می‌کرد.
از باشگاه‌هایی که در آن بازی کرده‌است می‌توان به باشگاه فوتبال پورتسموث و باشگاه فوتبال لیورپول اشاره کرد.